# Peter Rive

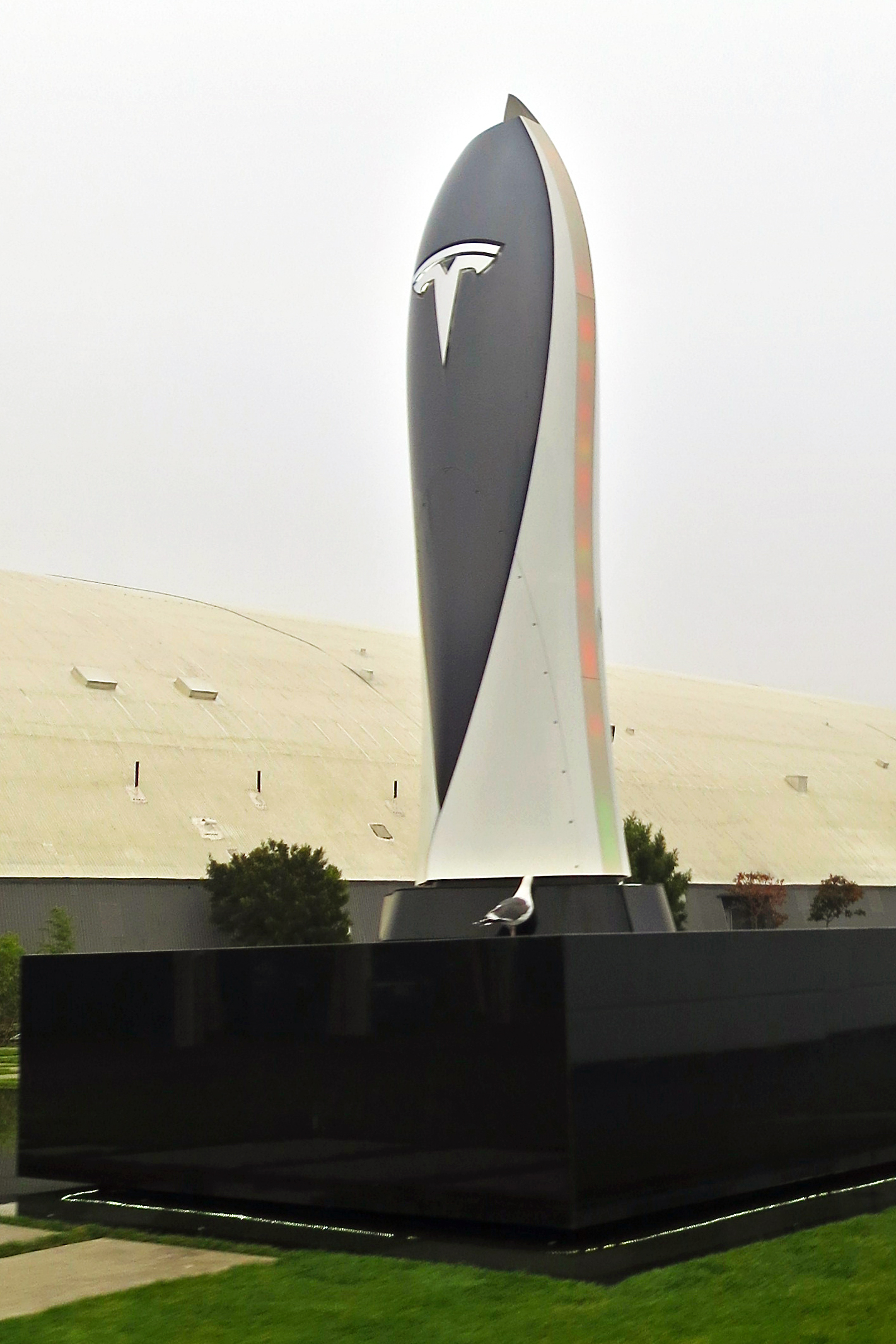
Tesla-Obelisk auf der von SolarCity betriebenen Superchargerstation in Kalifornien

Peter Rive (* in Südafrika) ist mit seinem Bruder Lyndon Rive und seinem Cousin Elon Musk einer der drei Gründer und war der Chief Operating Officer und der Chief Technical Officer (Technischer Vorstand) des kalifornischen Solarstromdiensterleisters SolarCity. Die Firma, die 2006 mit 2 Mitarbeitern begonnen hatte, beschäftigte im September 2013 etwa 3.500 Mitarbeiter und besaß in 14 US-Staaten 68.000 Kunden, bei denen sie Solaranlagen installiert hatte.

## Karriere
Peter Rive erwarb den akademischen Grad eines Bachelor of Science in Computer Science an der Queen’s University in Ontario, Kanada.
Nach dem Studium hatte er verschiedene leitende Positionen bei Technologie-Software-Unternehmen in Bereichen wie künstliche Intelligenz und 3D-Visualisierung inne. Rive sammelte mehrere Jahre Erfahrung im Bau von großen Datenbanken sowie Hochleistungs-Web- und Client-Server-Anwendungen. Er war Gründer und Chief Technology Officer von Intravenous Communications, einem Unternehmen, das erweiterte Monitoring-Tools für das Systemmanagement von High-Transaktionsserver, baute. Er arbeitete als Direktor von Clean Currents LLC und Clean Currents Inc.
Wohlhabend wurde er in den USA mit dem Aufbau und dem späteren Verkauf der EDV-Firma Everdream. Auch dort war er der verantwortliche Chief Technical Officer gewesen. Diese mit seinen beiden Brüdern Lyndon und Russel Rive betriebene Firma entwickelte eine Software, mit der aus zehntausenden Computern bestehende Netzwerke gemanagt werden können. Die Brüder verkauften das Unternehmen 2006 an Dell.
Nach dem Verkauf, als Lyndon und Peter Rive mit Elon Musk das Burning-Man-Festival besuchten, schlug dieser ihnen vor, ein Solarunternehmen zu gründen. Er hielt die Brüder, die imstande gewesen waren tausende Computer zu vernetzen, für ideal geeignet, Solaranlagen auf zehntausenden und später hunderttausenden Dächern zu installieren und dafür die Logistik, das Vertragsgeschäft, die Finanzierung sowie die Einbindung in die Stromnetze zu organisieren.
Die Finanzierung der Gründung übernahm 2006 Elon Musk mit 10 Mio. Dollar, während Lyndon und Peter Rive das operative Geschäft aufbauten und leiteten.
Als Entwicklungsvorstand war er auch für das Geschäft seiner Firma mit Schnellladestationen für Tesla Motors zuständig.